# スビン
スビン（수빈、Subin、1994年2月12日 - ）は、韓国の女性歌手である。Dal★Shabetの元メンバー。

## プロフィール
- 本名 パク・スビン(박수빈 Park Subin)
- 身長と体重：175cm/50kg
- 血液型：AB型
- 担当：メインボーカル
- 趣味：写真撮影、ウォーキング
- 学歴
  - 光州ボンジュ小学校（卒業）
  - 光州曙光中学校（卒業）
  - 韓林演芸芸術高等学校演芸科（卒業）
  - 建国大学映画科（卒業）

## 経歴
- 2011年1月3日 Dal★Shabetのメンバーとしてミニ・アルバム「Supa Dupa Diva」をリリースしてデビューした[1]。
- 2017年12月 ハッピー・フェイズ・エンタテインメントとの契約が満了になり、Dal★Shabetを脱退した[2]。
- 2018年2月 スビンはKeyEastと専属契約を締結[3]。
- 2020年11月17 自動車4台が絡む交通事故に遭い、病院へ搬送された[4]。

## ディスコグラフィ

### ミニ・アルバム
- Our Love (2016年)
- Circle's Dream (2017年)

### 参加アルバム
- Tymee「愛は」

## 出演

### ドラマ
- 星から来たあなた（2013年-2014年、SBS）
- ナイン・ジンクス・ボーイズ～九厄少年～（2014年、tvN）
- 怪しい義母（2019年、SBS）
- Wish you（2020年、WEB）

### テレビ番組
- MBC「愛の追求」(2011年)
- Mnet "Beatles Code" (2011年)
- MTV「スタジオC」(2012年)
- MBC「Ma Bling」(2013年)
- tvN「Find the Fake」(2013年)
- ネイバー・テレビ「プラン・マン・シーズン2」(2017年)
- MBCミュージック「アイドルツアー」(2017年)
- コンバージェンスティービー「ポルトガルのグローバルワーキングツアー」(2017年)
- ネイバー・テレビ「プラン・マン・シーズン3」(2018年)

### ラジオ
- 「Kiss the Radio」 (2011年)